# Hohestein

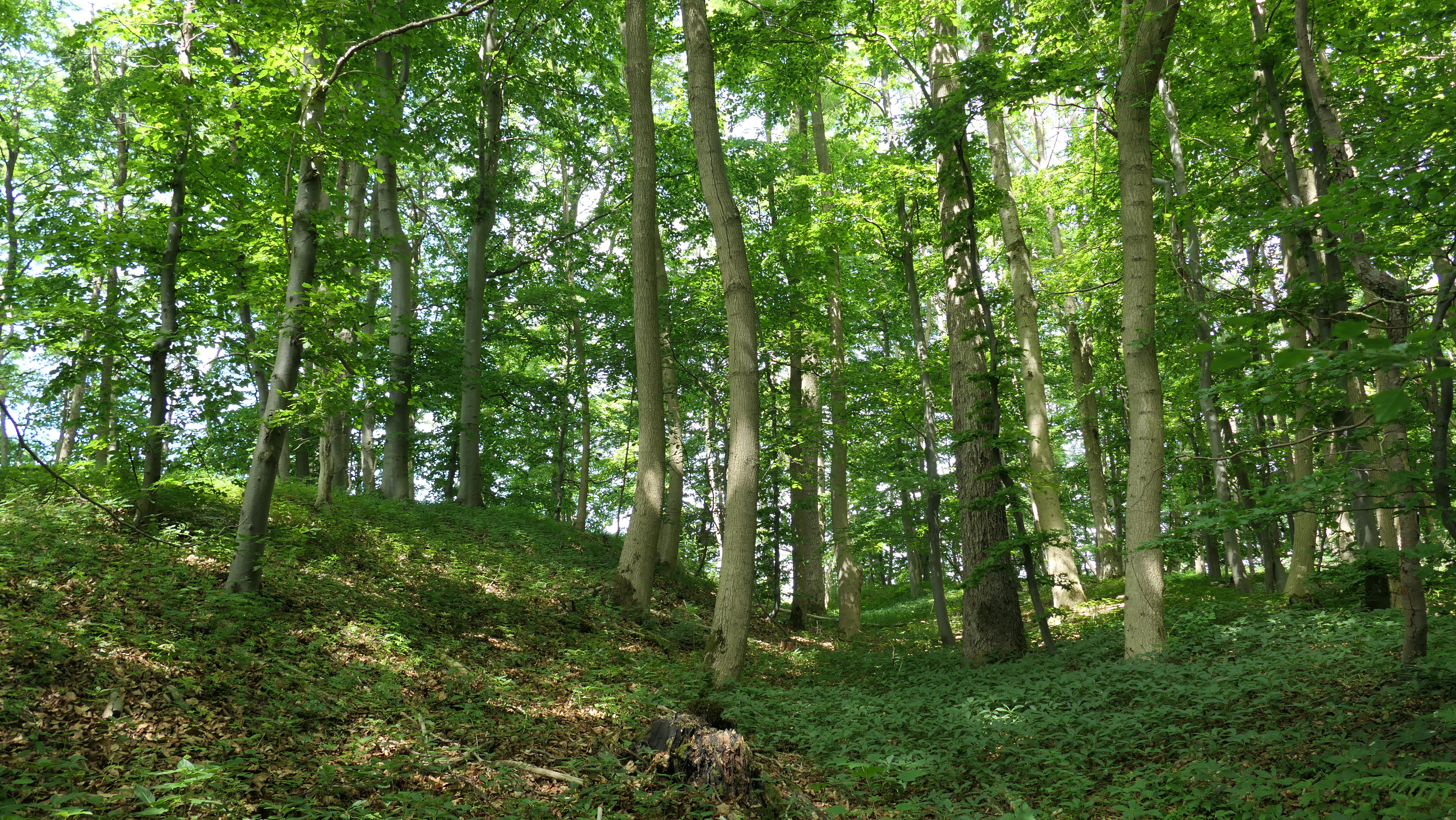
Wall und Graben des sogenannten Brandwalles auf dem Plateau des Hohesteines

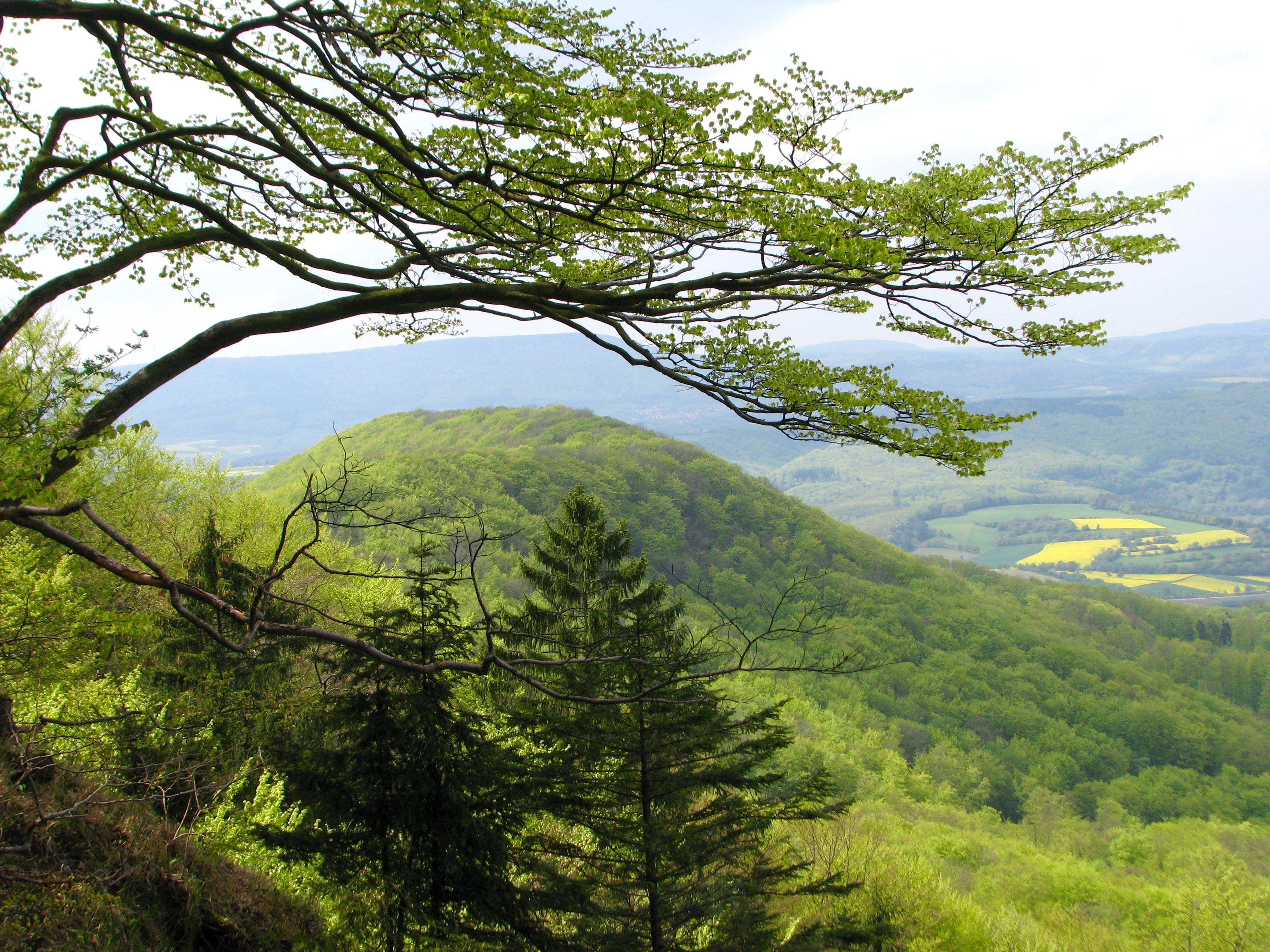
Blick von der Schönen Aussicht nach Westsüdwesten über den Hörnegrat in das Werratal mit Hohem Meißner am Horizont

Der Hohestein ist mit 569 m ü. NHN der höchste Berg der Gobert. Er liegt bei Hitzelrode im hessischen Werra-Meißner-Kreis (Deutschland). Auf dem Berg breitet sich ein Teil des Bergsturzgebietes Hessische Schweiz bei Meinhard aus.

## Geographie

### Lage
Der Hohestein erhebt sich im Nordosten des Werra-Meißner-Kreises. Die Landesgrenze zu Thüringen und somit die ehemalige innerdeutsche Grenze verläuft über seinen nordöstlichen Ausläufer. Sein Gipfel liegt 1,5 km nordwestlich von Hitzelrode, 1,6 km nördlich von Motzenrode, 4,3 km nordnordöstlich von Jestädt, 3,6 km nordöstlich von Albungen und 3,2 km östlich von Kleinvach, die sich alle in Hessen befinden, sowie 3,5 km südsüdöstlich von Asbach und 2,8 km westsüdwestlich von Volkerode, die beide in Thüringen liegen. Bis zum Kernort der Kreisstadt Eschwege sind es nach Südsüdosten 7 km, und jene der Stadt Bad Sooden-Allendorf liegt 5,3 km westnordwestlich – beide in Hessen.
Der Hohestein erstreckt sich vom Hauptkamm der Gobert im Grenzbereich zum thüringischen Eichsfeld in westlicher Richtung bis zur Werraschleife beim hessischen Kleinvach. Südlich vorbei am Hohestein fließt der Mühlbach (Motzbach) und nördlich der Hainbach, die beide in die Werra münden.

### Naturräumliche Zuordnung
Der Hohestein gehört nach der naturräumlichen Gliederung im Blatt Kassel in der Haupteinheitengruppe Thüringer Becken (mit Randplatten) (Nr. 48), in der Haupteinheit Nordwestliche Randplatten des Thüringer Beckens (483) und in der Untereinheit Allendorfer Wald (483.1) zum Naturraum Gobert (Goburg) (483.10). Entsprechend der Einteilung des BFN wird dieser Teil des Berglandes auch dem Unteren Werrabergland zugerechnet.

## Der Brandwall
Auf dem nach Süden auslaufenden Bergrücken befinden sich die Wall- und Grabenreste eines Nord-Süd verlaufenden ca. 650 m langen, bis zu zehn Meter breiten und bis zu drei Meter hohen Abschnittswalls mit vorgelagertem Doppelgraben, der den Nord-Süd Grat des Hohesteins östlich abriegelt und so eine, von der Fläche her klumpfußähnliche, keltische Wallanlage von etwa 12 ha Größe begrenzt, die im Norden, Westen und Süden durch steile natürliche Abbruchkanten gesichert ist. Der Name Brandwall stammt von einer Schicht gebrannten Lehms, die an der Walloberseite zutage tritt. Vermutlich wurde die Befestigung durch Feuer zerstört. Über die Späthallstatt- bis Frühlatènezeit war dieses eingegrenzte Gebiet besiedelt, was sich durch Keramikfunde sowie Tier- und Menschenknochen aus archäologischen Untersuchungen belegen lässt. Südlich vorgelagerte Terrassen unterhalb des Berges werden der Anlage zugerechnet.

## Natur und Schutzgebiete
Der Hohestein ist komplett bewaldet. Seine Region ist Teil des alpin wirkenden Bergsturz- und Naturschutzgebiets Hessische Schweiz bei Meinhard (CDDA-Nr. 163663; 1989 ausgewiesen; 2,4167 km² groß), das meist nur Hessische Schweiz genannt wird. Auf dem Berg liegen Teile der Fauna-Flora-Habitat-Gebiete Werra- und Wehretal (FFH-Nr. 4825-302; 244,8191 km²) und Kalkklippen der Gobert (FFH-Nr. 4726-350; 2,8922 km²) sowie des Vogelschutzgebiets Felsklippen im Werra-Meißner-Kreis (VSG-Nr. 4726-401; 4,8343 km²).

## Verkehr und Wandern
Weit südsüdwestlich des Hohesteins zweigt zwischen Jestedt und Niederhone von der im Werratal verlaufenden Bundesstraße 27 die B 249 in Richtung Osten ab. Von Letzterer führt die Landesstraße 3403 von Niederhone durch Jestädt und Motzenrode nordostwärts nach Hitzelrode. Dort geht sie in die Landesstraße 3424 über, die durch Neuerode und Grebendorf südwärts nach Eschwege verläuft. Wandererparkplätze gibt es unter anderem in Motzenrode und Hitzelrode. Der Hohestein ist beliebt als Ausflugs- und Wandergebiet mit abwechslungsreicher Landschaft. Hinüber führen der Europäische Fernwanderweg E6 und der 15,5 km lange Premiumweg Hessische Schweiz. Von seinem westlichen Ausläufer Hörne (522,7 m) und seinem Südausläufer Hohe Bahn (509,6 m) sowie von der Schönen Aussicht (ca. 520 m) ergeben sich Aussichten in das Untere Werratal und nordosthessische Bergland.